# I-400
I-400 (jap. 伊號四百潜水艦 I-gō yonhyaku sensuikan) – japoński okręt podwodny, typu I-400-gata, z okresu II wojny światowej. Jeden z trzech największych na świecie okrętów podwodnych, działających podczas II wojny światowej. Okręt wyposażony był w lotnictwo pokładowe i chrapy, pozwalające na pływanie w zanurzeniu przy użyciu silnika spalinowego. Jego kadłub pokryty był warstwą gumowej powłoki grubości 1 cm, która miała za zadanie ograniczać jego wykrywalność dla radarów i sonaru. Samoloty pokładowe były gotowe do działania w przeciągu 45 minut od wynurzenia. W języku angielskim okręty tego typu nazywane były „podwodnymi krążownikami” (submarine cruiser). Okręty te są do chwili obecnej największymi okrętami podwodnymi z napędem konwencjonalnym, jakie kiedykolwiek zbudowano.

## Historia
Był to pierwszy okręt typu I-400-gata. Jego budowa rozpoczęła się 18 stycznia 1943 roku w stoczni Arsenału Marynarki Wojennej w Kure. Wodowanie jednostki nastąpiło 18 stycznia 1944 roku, a do służby wszedł 31 grudnia tego samego roku. W grudniu 1944 roku sformowano 631 Korpus Lotniczy, którego samoloty miały stacjonować na okrętach podwodnych. 
W maju 1945 roku podjęto decyzję, że I-400 i inne okręty wchodzące w skład 1 Dywizjonu Okrętów Podwodnych dokonają ataku na śluzy Kanału Panamskiego, przez który Stany Zjednoczone przerzucały w tym czasie znaczne siły na Pacyfik. Atak na Kanał Panamski miało przeprowadzić 10 samolotów uzbrojonych w bomby i torpedy. Poważnym problemem dla japońskich okrętów i samolotów, które miały uczestniczyć w ataku, był brak paliwa. Gdy kończono przygotowania do akcji 25 czerwca 1945 roku dowództwo Cesarskiej Japońskiej Marynarki Wojennej zmieniło cel ataku na atol Ulithi, gdzie cumowały znaczne siły US Navy. Samoloty z jednostek I-400 i I-401 miały dokonać samobójczego ataku na zakotwiczone na wodach atolu amerykańskie okręty. Okręty wypłynęły w rejs bojowy 26 lipca 1945 roku. Samobójczy atak lotniczy miał być przeprowadzony 17 sierpnia. 16 sierpnia drogą radiową okręty otrzymały informację o kapitulacji i rozkaz powrotu do najbliższego japońskiego portu. 20 sierpnia odebrano rozkaz zniszczenia broni ofensywnych, znajdujących się na pokładach. Załogi okrętów wystrzeliły zapas torped, a samoloty i amunicję do dział wyrzuciły za burtę.
Okręt zajęty przez US Navy został przetransportowany do Stanów Zjednoczonych, gdzie poddano go testom i badaniom. Zatopiony został w pobliżu Hawajów w 1946 roku torpedą, wystrzeloną przez USS "Cabezon" (SS-334). Jednym z powodów zatopienia mogły być żądania dostępu do okrętów japońskich ze strony naukowców radzieckich.
Według najnowszych danych, jeden z I-400 został w dniu 1 kwietnia 1946 roku zatopiony na południowy zachód od Oʻahu. Leży na głębokości 700 m.
Pozostałe cztery okręty podwodne: I-400, I-401, I-201 i I-203, popłynęły na Hawaje do dalszych badań. W dniu 4 czerwca 1946 roku zostały zatopione w pobliżu Kalaeloa, wyspa Oʻahu w archipelagu Hawajów przez amerykański okręt podwodny USS "Trumpetfish" (SS-425). W sierpniu 2013 roku odkryto wrak jednego z nich (I-400), spoczywający przy południowym brzegu wyspy Oʻahu na głębokości 2300 metrów.